# 22. základna vrtulníkového letectva

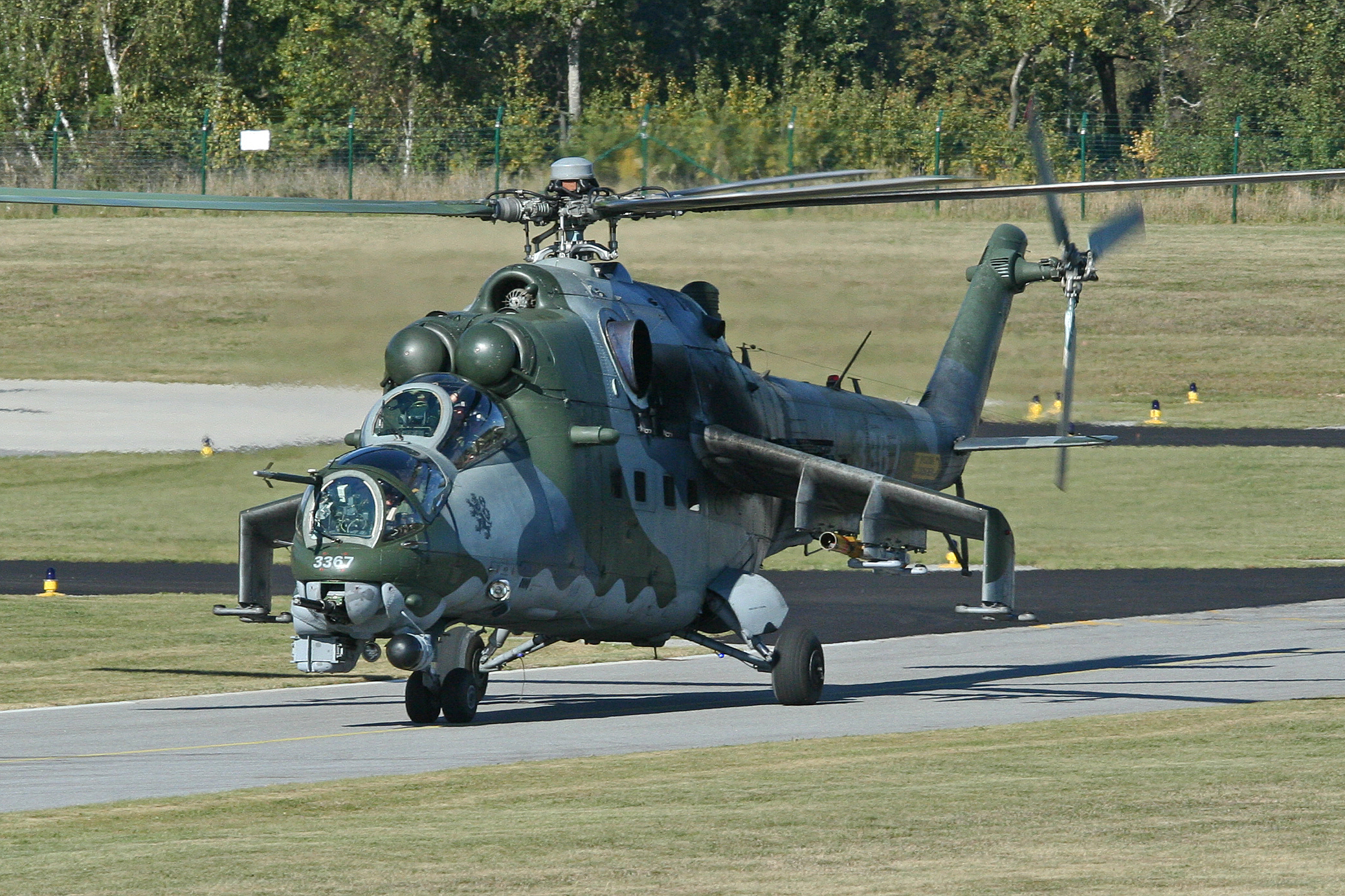
Mi-35 při dnu otevřených dveřích základny Náměšť nad Oslavou

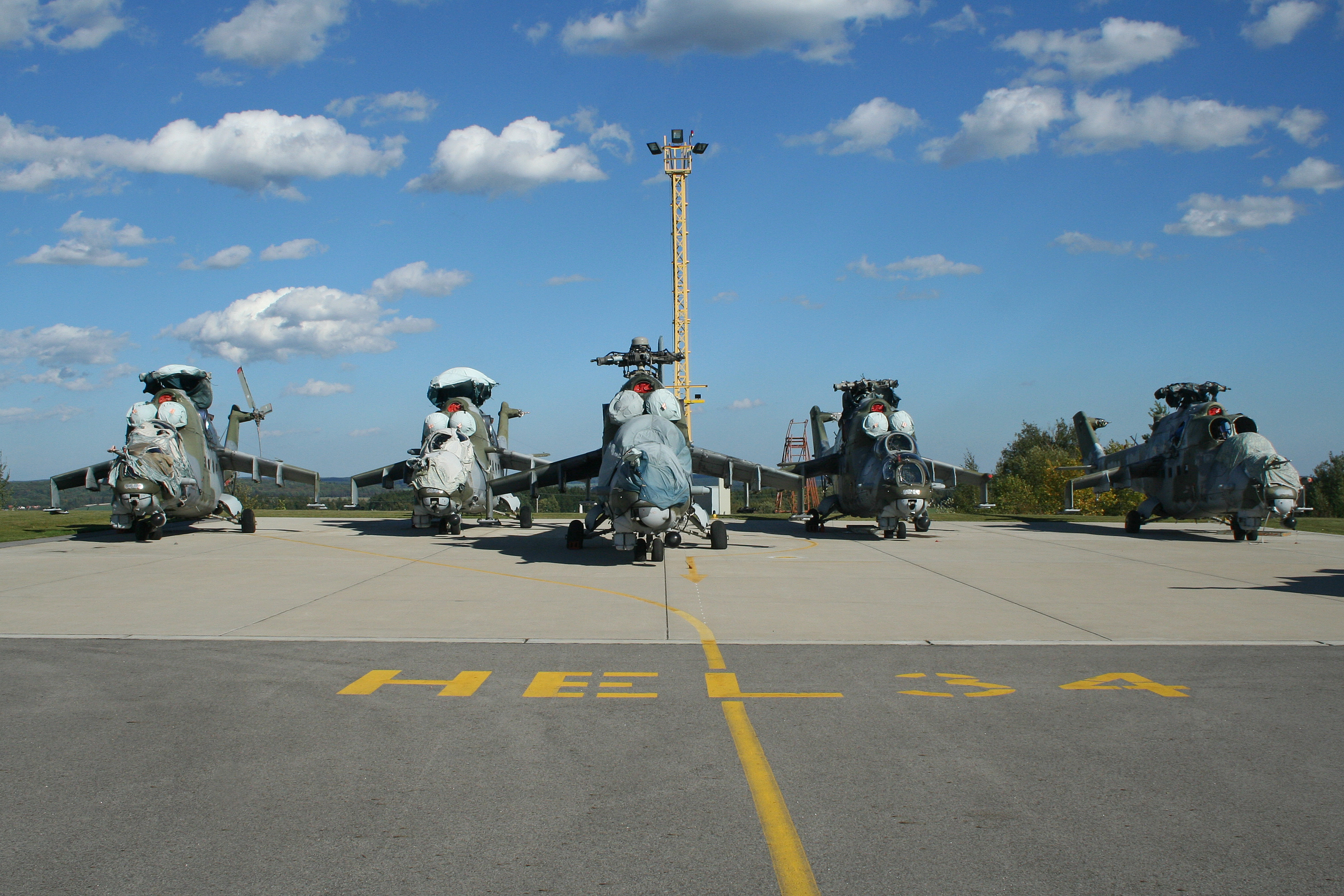
Mi-24 na základně Náměšť nad Oslavou

22. základna vrtulníkového letectva je součástí Vzdušných sil Armády České republiky. Jejím hlavním úkolem je výcvik vrtulníkových osádek, předsunutých leteckých návodčích a ostatních specialistů letectva určených k nasazení na území České republiky i v zahraničí. Dále plní úkoly v rámci národního pohotovostního systému a funkci záložního letiště integrovaného systému protivzdušné obrany NATO. Základna je připravena přijmout a zabezpečit jednu alianční nebo národní letku. Dále plní úkoly údržby a oprav letecké, pozemní a zabezpečovací techniky a zabezpečuje bojovou a mobilizační pohotovost útvaru. Je vyzbrojena vrtulníky Mi-24/35 a Mi-171, které současně prochází modernizací. Velitelem základny je od 1. července 2019 plukovník gšt. Rudolf Straka. V květnu 2017 nouzově přistál vrtulník z 22. základny nedaleko Mohelna, nikdo nebyl zraněn a ani nevznikla škoda na stroji.
Součástí 22. základny jsou i vojenští potápěči.